# Szun Csi-haj
Szun Csi-haj (Sun Jihai) (孙继海, pinjin: Sūn Jìhǎi; Csuangho (Zhuanghe), 1977. szeptember 30. –) kínai válogatott labdarúgó.

## Fordítás
- Ez a szócikk részben vagy egészben  a   Sun Jihai című angol Wikipédia-szócikk fordításán alapul.  Az eredeti cikk szerkesztőit annak laptörténete sorolja fel. Ez a jelzés csupán a megfogalmazás eredetét és a szerzői jogokat jelzi, nem szolgál a cikkben szereplő információk forrásmegjelöléseként.